# Désirée Szucsany
Désirée Szucsany, née à Montréal le 14 février 1955 et morte le 17 juillet 2019, est une écrivaine québécoise.
Lors des Grands prix de la culture des Laurentides, en 2001, elle est récipiendaire du Prix à la création artistique du Conseil des arts et des lettres du Québec, pour l'ensemble de sa carrière et son engagement dans le milieu culturel des Laurentides. Elle a notamment publié aux éditions Quinze, Varia, Québec-Amérique et de la Pleine Lune.

## Biographie
Désirée Szucsany est née à Montréal d'un père d'origine hongroise et d'une mère québécoise. Elle habitait à Saint-Faustin-Lac-Carré, Québec, Canada.
Après des études en lettres, elle passe un an en Espagne. De retour à Montréal, elle entre à l'université au département d'études allemandes et devient traductrice. Elle publie des romans et des nouvelles : La Chasse-gardée (1980), Le Violon (1981), La Passe (1981), L’Aveugle (1983), Les Filets (1984), Beau soir pour mourir (1993), Les fées des lacs (2001).
Elle est en outre traductrice et on lui doit plusieurs traductions en français de livres anglais.
Issue d’une famille d’artistes, Désirée Szucsany produit également des encres, des huiles, des dessins et des gravures qui connaissent un franc succès.

## Œuvres

### Romans
- La chasse-gardée (1980) - roman incestueux, [Québec (Province)] : Déesse, 1980, 167 p. ; 20 cm. (br.) Notes : Titre de la couv  (ISBN 2-89182-000-2)
- Le Violon (1981) - roman, Montréal : Québec/Amérique, Collection Littérature d'Amérique, 1981, 133 p. ; 23 cm. (br.)  (ISBN 2890370828)
- Beau soir pour mourir (1993) - roman, Montréal : Éditions Québec/Amérique, Collection Littérature d'Amérique, 1993, 206 p. ; 21 cm. (br.)  (ISBN 2-89037-639-7)
- Les fées des lacs (2001) - roman champêtre, Montréal : Éditions Varia, 2001, 161 p. : ill. ; 22 cm. (br.) Notes : Éd. originale, Lac Carré : Déesse, 1999  (ISBN 2-922245-48-9)

### Nouvelles
- La Passe (1981) - récits, Montréal : Les Quinze, Quinze/prose entière, 1981, 123 p. ; 21 cm. (br.)  (ISBN 2890262731)
- Les Filets (1984), Montréal : Editions de la Pleine Lune, Nouvelles/Editions de la Pleine Lune, 1984, 170 p. ; 21 cm. (br.)  (ISBN 2890240312)

### Poésie
- L'Aveugle (1983), Montréal : Editions de la Pleine Lune, Les Carnets de l'audace ; 4, 1983, 65 p. : ill. ; 20 cm. (br.)  (ISBN 289024024X)